# Strzelanina w Bałaszysze
Strzelanina w Bałaszysze – strzelanina, do której doszło 23 kwietnia 2007 w Bałaszysze nieopodal Moskwy w Rosji, gdy płatny morderca zastrzelił obraną za cel ofiarę, po czym zastrzelił 3 inne przypadkowe osoby w celu wyeliminowania potencjalnych świadków.

## Sprawca
Sprawcą zbrodni był 31-letni Aleksandr Ljowin, mieszkaniec Bałaszychy, znany wcześniej policji z działalności w zorganizowanych grupach przestępczych. Był wielokrotnie karanym recydywistą, na niedługo przed zbrodnią został zwolniony z więzienia.

## Przebieg
Ljowin wszedł do mieszkania nr 15 w bloku mieszkalnym przy ulicy Krupskiej 8 w Bałaszysze chwilę po północy, by zabić mieszkającą tam 49-letnią Ninę Kuzniecową. Ljowin zadzwonił do domofonu, a kobieta wówczas otworzyła mu drzwi. Ujrzawszy chwilę później broń mężczyzny, usiłowała zamknąć drzwi (według innej wersji, zamknęła drzwi, ale nie zdołała na czas przekręcić zamka, by sprawca nie mógł ich otworzyć). Napastnik wówczas szarpnął drzwi, włożył broń w szparę i oddał strzały do kobiety. Kuzniecowa zginęła na miejscu, a sprawca zaczął uciekać. Strzały zaalarmowały mieszkańców, którzy wyszli na klatkę schodową. 30-letnia Walida Haliłowa, sąsiadka Kuzniecowej, wybiegła ze swojego mieszkania na korytarz i została zastrzelona przez zaskoczonego Ljowina. Taki sam los spotkał mieszkającego piętro niżej 43-letniego Siergieja Głaszko. Gdy wychodził z bloku, napotkał wchodzącą do niego 70-letnią Lidiję Wasiljewę, którą także zastrzelił, po czym uciekł.

## Następstwa
Po dokonaniu policja szukała Ljowina przez ponad tydzień. W mieście dało się zauważyć wzmożoną obecność policji w miejscach publicznych. 4 maja 2007 Aleksandr Ljowin został aresztowany przez policjantów. 5 czerwca 2008 skazano go na dożywotnie pozbawienie wolności.